# Focke-Wulf Fw 42
Die Focke-Wulf Fw 42 war ein Flugzeugprojekt für einen geplanten Bomber der Reichswehr.

## Geschichte
Einer Ausschreibung des Luftkommandoamtes der Reichswehr folgend entwickelte Focke-Wulf 1929 eine der eigenwilligsten Flugzeugkonstruktion jener Jahre. In Anlehnung an die Focke-Wulf F 19 entstand der Entwurf eines Bombers in Entenbauweise. Obwohl die Fw 42 nach den Berechnungen gute Leistungen versprach und mehrere gebaute Windkanalmodelle stabile Konfigurationen aufzeigten, fand sie keine Zustimmung seitens der Reichswehr. Lediglich der Auftrag zum Bau einer Attrappe in Originalgröße inklusive Waffenständen wurde durch Diplom-Ingenieur Roluf Lucht vom Reichsverkehrsministerium erteilt. Diese Attrappe wurde neben dem Auftraggeber auch von mindestens einer ausländischen Kommission besichtigt.
Nachdem kein Bauauftrag erfolgt war, wurde das Projekt eingestellt.

## Technische Daten
Werte teils berechnet, teils im Projekt geschätzt
| Kenngröße             | Daten                               |
| --------------------- | ----------------------------------- |
| Besatzung             | 6                                   |
| Länge                 | 19,80 m                             |
| Spannweite            | 25,00 m                             |
| Höhe                  | 4,30 m                              |
| Flügelfläche          | 108 m²                              |
| Flügelstreckung       | 5,8                                 |
| Leermasse             | 5600 kg                             |
| Rüstmasse             | 6500 kg                             |
| Startmasse            | 8500–9000 kg                        |
| Höchstgeschwindigkeit | 300–310 km/h                        |
| Gipfelhöhe            | 5000–6000 m                         |
| Reichweite            | 1200–1800 km                        |
| Triebwerke            | 2 × 6-Zylinder-Reihenmotoren BMW IV |
| Bewaffnung            | 1000 kg Bombenlast                  |